# Aldeia Velha (Sabugal)
Aldeia Velha é uma povoação portuguesa sede da Freguesia de Aldeia Velha do Município de Sabugal, freguesia com 18,85 km² de área e 413 habitantes (censo de 2021), tendo, por isso, uma densidade populacional de 21,9 hab./km²
Fica situada nas imediações da serra da Malcata, um dos poucos locais em Portugal onde ainda se pode encontrar o lince, um animal protegido em vias de extinção.

## Demografia
A população registada nos censos foi:
| Distribuição da População por Grupos Etários | Distribuição da População por Grupos Etários | Distribuição da População por Grupos Etários | Distribuição da População por Grupos Etários | Distribuição da População por Grupos Etários |
| -------------------------------------------- | -------------------------------------------- | -------------------------------------------- | -------------------------------------------- | -------------------------------------------- |
| Ano                                          | 0-14 Anos                                    | 15-24 Anos                                   | 25-64 Anos                                   | > 65 Anos                                    |
| 2001                                         | 33                                           | 42                                           | 180                                          | 235                                          |
| 2011                                         | 18                                           | 24                                           | 157                                          | 232                                          |
| 2021                                         | 26                                           | 13                                           | 150                                          | 224                                          |

## Património

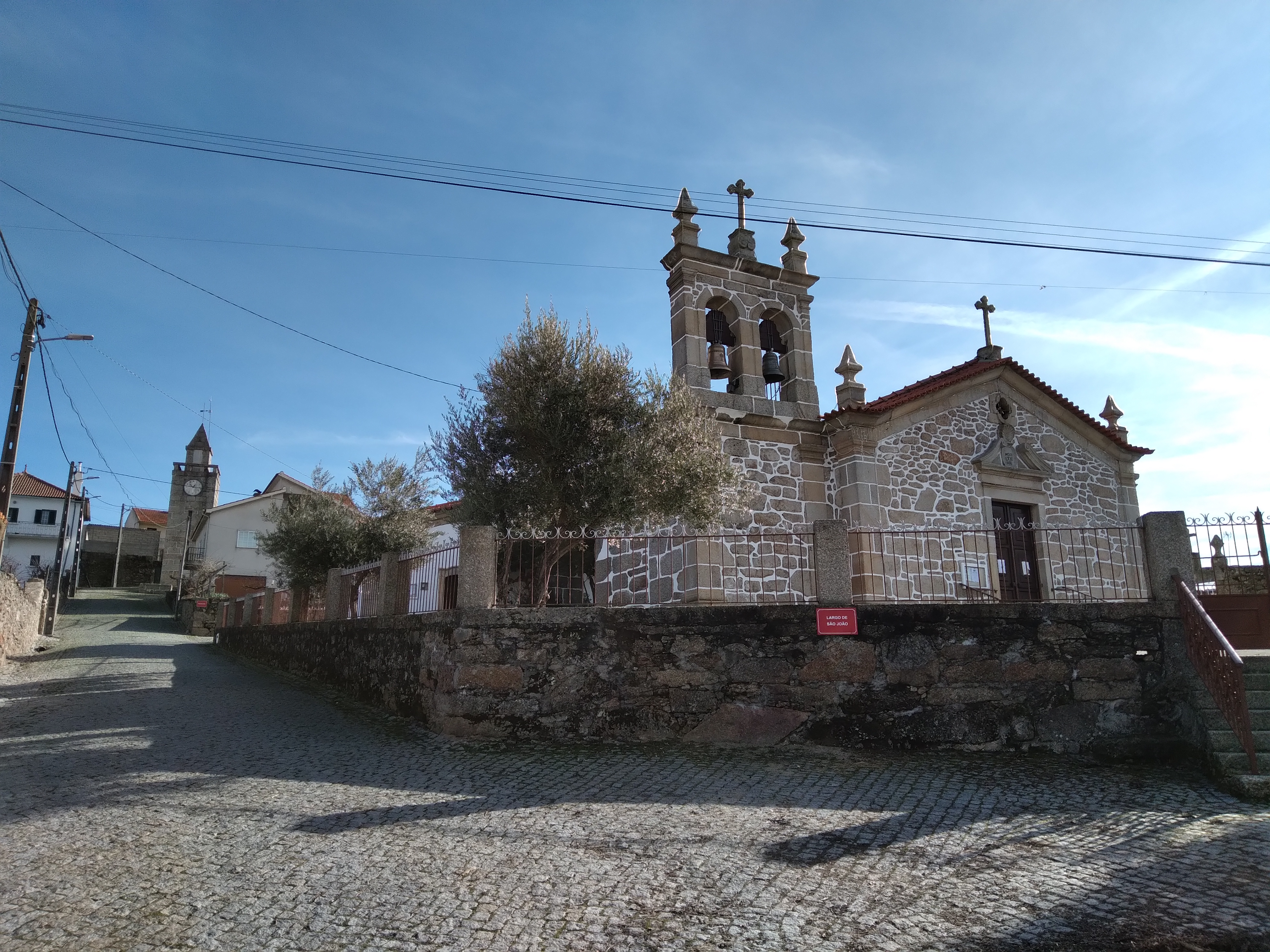
Igreja Matriz e Torre do Relógio

Do património da freguesia destacam-se:
- Igreja Matriz, dedicada ao padroeiro São João Baptista - 2.ª metade do séc. XVIII - 1778;
- Capela do Santo Cristo;
- Capela de Nossa Senhora da Estrela;
- Capela de Nossa Senhora dos Prazeres;
- Vários cruzeiros;
- Torre do relógio;
- Ponte medieval;
- Túmulo do padre Teotónio Vaz Gomes;
- Vestígios castrejos do Sabugal Velho.

É ainda de realçar a beleza paisagística que oferece a Serra do Homem de Pedra.

## Economia
A principal atividade da população continua a ser a agropecuária. Muito importante para essa atividade era a criação de bovinos que além de fornecerem leite e carne, também eram utilizados nas atividades agrícolas. Estes animais ajudavam a lavrar as terras com o arado e serviam como meio de transporte, tanto de pessoas como de cargas. Os carros de bois eram importantes mas gradualmente foram perdendo a importância e vão sendo substituídos por veículos motorizados, como tratores.

## Principais festividades
- Festas de São João Batista - 22 a 26 de Agosto - vários concertos, animações e muitas atividades na praça principal durante os 5 dias de festa. Bandas como os UHF e artistas como Rosinha ou Augusto Canário já atuaram em Aldeia Velha.
- Festas de Nossa Senhora dos Prazeres - comemorada na segunda feira de pascoela, nos últimos anos, contudo, têm-se realizado na segunda-feira seguinte ao dia de Páscoa.
- Capeia arraiana - realiza-se em Aldeia Velha no dia 25 de Agosto de todos os anos onde se utiliza o característico forcão. Existe, nesta festa, o encerro, depois tem lugar a capeia e, por último o desencerro. Por vezes os touros fogem.

Capeia Arraiana em Aldeia Velha
- O "Encerro" em Aldeia Velha.
- O forcão e barreiras montadas com carros de bois carregados de lenha.
- Aspeto da uma capeia em 2007.

## Entidades
- Casa do Povo de Aldeia Velha